# Josef Bresser
Josef Balthasar Bresser (ur. 3 grudnia 1901 w Ehrenfeldzie, 26 czerwca 1980 w Niederkassel) – zbrodniarz nazistowski, członek załogi niemieckiego obozu koncentracyjnego Buchenwald i SS-Unterscharführer.
Z zawodu mechanik samochodowy. Członek personelu Buchenwaldu od lutego 1942 do kwietnia 1945. Początkowo był kierowcą, a następnie, od końca 1943, kierował obozowym parkiem motorowym. Dodatkowo od kwietnia 1942 do kwietnia 1943 należał do Kommando 99, które dokonywało eksterminacji jeńców radzieckich.
Bresser został osądzony za swoje zbrodnie również przez amerykański Trybunał Wojskowy w Dachau w procesie członków komanda 99 (US vs. Werner Alfred Berger i inni) i skazany na karę 15 lat pozbawienia wolności. Z więzienia zwolniono go na początku lat pięćdziesiątych.